# Loubna Abidar
Loubna Abidar (Marraquexe, 20 de setembro de 1985) é uma actriz de cinema marroquina de descendência berber, reconhecida principalmente pelo seu papel de protagonista no filme de Nabil Ayouch de 2015 Much Loved.

## Carreira

### Much Lovede controvérsia
Ela fez a sua estreia no cinema no polémico filme Much Loved, que foi dirigido por Nabil Ayouch. O filme foi alvo de críticas duras e tentativas de censura em Marrocos por ser considerado ofensivo para o Islão e para os preceitos sociais do país. Abidar recebeu ameaças de morte devido à sua interpretação de uma prostituta no filme. Em novembro de 2015 foi atacada violentamente em Casablanca e saiu do país rumo à França pouco tempo depois. Em janeiro de 2016 recebeu uma nomeação para o Prémio César na categoria de melhor actriz pelo seu papel no filme.

### Actualidade
Após o seu aparecimento em Much Loved e de mudar-se para a França, Abidar integrou o elenco do filme Happy End de Michael Haneke em 2017, interpretando o papel de Claire. Nesse mesmo ano apareceu no filme de Antoine Desrosières Dês bails de rêve, conhecido internacionalmente como Sextape. O filme estreou no Festival Internacional de Cinema de Cannes a 10 de maio de 2018. Neste mesmo ano integrou o elenco do filme dramático de Philippe Faucon Amin, exibido na Quinzena dos Realizadores do Festival de Cinema de Cannes de 2018.

## Filmografia
| Ano  | Título            | Papel   |
| ---- | ----------------- | ------- |
| 2014 | Much Loved        | Noha    |
| 2017 | Happy End         |         |
| 2017 | Dês bails de rêve | La mère |
| 2018 | Amin              |         |
| 2019 | Une fille facile  | Dounia  |
| 2022 | Goutte d'or       |         |
| 2023 | A la belle étoile | Samia   |